# تاريخ الموصل
مدينة الموصل هي مركز محافظة نينوى تقع شمال العراق على ضفاف نهر دجلة، وهي ثاني مدينة في البلاد من حيث السكان بعد بغداد حيث يبلغ عدد سكانها بحدود مليون وثلاثمائة ألف نسمة.
لمدينة الموصل تاريخ يرجع إلى عدة قرون قبل الميلاد.

## الموصل قبل الميلاد
تشير المصادر التاريخية إلى أنه في سنة 1080 ق.م. اتخذ الآشوريين مدينة نينوى عاصمة لهم (وهي آثار نينوى الكائنة في الجانب الايسر من مدينة الموصل حالياً)، وحصّن الآشوريون نينوى بالاسوار والقلاع التي نشاهد آثارها اليوم في باب شمس وتل قوينجق وبوابة المسقى وبوابة نركال وتل التوبة (النبي يونس) والتي يربطها سور نينوى المطمور في معظم أجزائه.
كما بنى الآشوريون عدداً من القلاع للدفاع عن أنفسهم منها القلعة الواقعة فوق التل المسمى «تل قليعات» على شاطئ دجلة مقابل مدينة نينوى والتي سميت بالحصن العبوري. وفي سنة 612 ق.م أستولى الميديون والكلدانيون على نينوى بعد معركة طاحنة ودمروها كما دمّروا الحصن العبوري.

## تأسيس الموصل
بعد هدوء المعارك، عاد أهالي الموصل ونينوى إلى ديارهم ورمموا ما خربه القتال واعادوا بناء الحصن العبوري، وازدادت هجرة القبائل العربية إلى بلاد الرافدين وبادية الشام، وازداد البناء والعمران حول الحصن العبوري حتى أصبحت قرية لها شأن يُذكر.
سماها العرب «الموصل» لكونها ملتقى عدة طرق تربط الشرق بالغرب. واهتم الأخمينيون الذين حكموها سنة 550-331 ق.م في توطين العرب والفرس فيها وأصبحت مدينة ذات شأن.
لم تسلم الموصل من الحروب التي دارت بين الشرق والغرب والتي سببت نكبتها لعدة مرات، ومنها الحروب التي دارت بين الساسانيين والرومان سنة 241 وسنة 579. وفي سنة 627 انتصر الروم على الفرس بعد معركة حاسمة قرب الموصل، فأصبحت الموصل تحت حكم الروم.
الموصل كمدينة قديمة تعني الساحل الأيمن وقد بناها العرب الفاتحين أيام الفتوحات الإسلامية لمنطقة الجزيرة وجبال كردستان أما الساحل الشرقي (الأيسر) من المدينة حاليا فهي بالاصل مدينة اشورية اسمها نينوى. لا يعرف بالتحديد معنى تسمية نينوى، اسم المدينة في زمن الأكديين غير أنه يرجح أن يكون له علاقة بالإلهة عشتار إلها أخسوبة الرافدينية كون اسمها القديم كان نينا. فردية أخرى ترجع اسم المدينة إلى الآرامية حيث تعني كلمة نونا (נונא) السمك.[2] ولا تزال المدينة بأكملها تعرف أحيانا بنينوى (ܢܝܢܘܐ) أو آثور (ܐܬܘܪ) لدى السريان. يعود أول ذكر للتسمية الحديثة إلى كسينوفون، المؤرخ الإغريقي، في القرن الخامس قبل الميلاد حيث ذكر وجود مستوطنة صغيرة تحت اسم مبسيلا (باليونانية: Μέπσιλα). غير أن كون هذه التسمية تعود لنفس المدينة الحديثة مشكوك به كونها كانت تقع على الضفة الشرقية لدجلة. يرجح من جهة أخرى أن تكون الكلمة ذات أصل عربي بمعنى «ما يوصل بين شيئين» كونها وصلت بين ضفتي دجلة لدى بنائها، وقيل بين الجزيرة والعراق، وقيل لأنها تصل بين دجلة والفرات.

## دخول الجيش الإسلامي للموصل
في سنة 637، دخل العرب المسلمون الموصل بقيادة ربعي بن الأفكل العنزي الذي دبر خطة للسيطرة على الموصل بمساندة قبائلها العربية التي كانت في قتال ضد الروم في تكريت، فقامت هذه القبائل بالانسحاب إلى الموصل مُظهرين انهزام المسلمين في معركة تكريت، حتى إذا دخلوا المدينة سيطروا على أبوابها لتدخل وراءهم جيوش المسلمين. ولا زال نسل ربعي العنزي موجود الآن في الموصل من قبيلة عنزة.
بعد أربع سنوات من هذه الواقعة، أرتد سكان الموصل عن الاسلام مما أدى إلى معارك أخرى نجحت في إعادة السيطرة على الموصل.

### الموصل في عهد الخلفاء الراشدين
أصبح عتبة بن فرقد السلمي والياً على الموصل بعد السيطرة عليها وعمل على توطين وإسكان العرب المسلمين من قبائل النمر وتغلب واياد. بنى داراً للامارة والمسجد الجامع وهو أول جامع بناه المسلمون في الموصل، والذي بقي حتى سنة 543 هـ.
في عهد الخليفة عثمان بن عفان، كثرت هجرة القبائل العربية إليها بعد أن استقر الوضع فيها ومنها الازد وطي وكندة وعبد قيس. وفي حكم عرفجة بن هرثمة البارقي تم توسيعها وتعميرها وتوسيع الجامع، كما توسعت الهجرة العربية إليها في خلافة علي بن ابي طالب. وهذا جعل مدينة الموصل مدينة كبيرة ذات كثافة سكانية عالية.

### الموصل في العهد الأموي
ازداد توسع الموصل في عهد سعيد بن عبد الملك بن مروان حيث قام بتعميرها وتحصينها واحاطها بسور ورصف طرقها بالحجارة. كما نصّب لها مروان بن محمد آخر الخلفاء الأمويين جسراً وبنى قلعتها. وشق الحر بن يوسف الأموي نهراً عرف بـ نهر الحر يسير محاذياً للتلال المطلة على حاوي كنيسة (وهو مجرى نهر دجلة الحالي)، حيث كان سابقاً يمر قرب سور نينوى وتقع عليه بوابة المسقى. واستمرت الهجرة اليها من القبائل العربية في هذه الفترة وهي قبائل تغلب وربيعة وعنزة وشيبان وخزرج.

### الموصل في العهد العباسي
تحت حكم الدولة العباسية سنة 132 هـ - 751 هـ/ ثار أهالي الموصل على الوالي العباسي محمد بن صول الفارسي ففُتك بأهلها وخُربت بيوتها، ولما وصل الأمر إلى الخليفة السفاح عزله وولّى عليها عمّه إسماعيل بن علي بن العباس فاصلح حالها، وتحسن مركزها الاقتصادي في خلافة المهدي، والذي اهتم بالخدمات الداخلية فنظم الطرقات وأصلح الزراعة.

### الموصل في العهد الحمداني
أصبحت الموصل تحت نفوذ الحمدانيين في اواخر القرن الثالث للهجرة بعد دخولهم في طاعة العباسيين، توسعت المدينة وأصبحت مركزاً تجارياً مهماً. وصارت تصدر إلى بغداد الدقيق والسكر والعسل والسمن والجبن والفحم والشحوم والمن والسماق والقير والحديد. كما توسعت حولها القرى والبساتين والمزارع.

### الموصل في العهد العقيلي
انتقلت الموصل إلى حكم العقيليين سنة 367 هـ-489 هـ فتأخرت الحركة العمرانية والحالة الاقتصادية في المدينة لتنازع الامراء فيما بينهم على الحكم، وبنى شرف الدولة لها سوراً جديداً.

### الموصل في العهد السلجوقي
أصبحت الموصل تحت نفوذ الترك السلجوقيين فحكموها 32 عاماً لاقت خلالها الويلات والمصائب والخراب، وهجّرها معظم اهلها من ديارهم ومساكنهم لكثرة الأضطرابات والفتن بين الأمراء. ومع هذا فان الموصل تزعمت الحروب الإسلامية ضد الغزوات الصليبية في تلك الفترة.

### الموصل في العهد الأتابكي
استلم عماد الدين زنكي حُكم الموصل سنة 521 هـ فحضت المدينة في زمنه وزمن خلفه باهتمام وتوسع كبير، وتقدمت في صناعتها وتجارتها وزراعتها وعمرانها، وامتاز حكمهم بالعدل والمساواة. وفي عهد بدر الدين لؤلؤ وصلت الموصل إلى أجمل صورها.

### المغول والتتار
ارتبط تاريخ الموصل في تلك الفترة بشخص بدر الدين لؤلؤ حيث ولي عليها في محرم 631 هـ/ أكتوبر 1233م، وحافظ على ولائه الظاهري للخلافة إلا ان ضغط الأحداث أجبرته على موالاة المغول، ثم تحولت الموالاة إلى طاعة وتحالف. فقد أمدهم بما يحتاجونه من ميرة وآلة أثناء حصار اربيل، كما ساعدهم في حصار بغداد.
توفي بدر الدين لؤلؤ في شعبان 656/أغسطس 1258م، وخلفه ابن الملك الصالح إسماعيل الذي هادن المغول أول الأمر ثم انقلب عليهم وطردهم من الموصل، وأرسل أخاه إلى مصر لطلب المساعدة من بيبرس، ثم ذهب بنفسه ونسق معه لتنظيم الحرب ضد المغول، فأرسل هولاكو إليه جيشا تعداده عشرة آلاف فارس بقيادة صندغون، فحاصره فيها ونصب عليها خمسا وعشرين منجنيقا وراح يضرب المدينة. فقلت الأقوات واشتد الغلاء، وما أن علم بيبرس بذلك حتى أرسل اليه نجدة تعدادها سبع مائة فارس وأمر بخروج العساكر من دمشق وحلب، فخرج صاحب حلب وهو شمس الدين البرلي في سبعمائة فارس من الغز وأربعمائة من التركمان ومئة من العرب.
إلا أن صندغون المغولي قد علم بخروج تلك القوة فكمن لها عند سنجار وانقض عليها وقتل معظم افرادها. ثم عاد مشددا الحصار على الموصل، ونصب عليها ثلاثين منجنيقا، فضاقت الأحوال بشدة على المدينة. ثم أرسل إلى الملك الصالح إسماعيل يمنيه بالوعود الحسنة إذا استسلم وفتح المدينة، وفعلا فتحت أبواب المدينة واستسلم الوالي وتوقف القتال. فدخل جيش المغول المدينة في 26 شعبان 660 هـ / 16 يوليو 1262 فاستباحوها وعملوا فيها السيف وقتلوا معظم أهاليها وهدموا أكثر من نصفها. وقتل الصالح إسماعيل وكذلك ابنه البالغ من العمر ثلاثة أعوام. 
وفي سنة 796 هـ استولى تيمورلنك عليها واكمل تدميرها إلى أن ظهرت دولة الخروف الأبيض ودولة الخروف الأسود سنة 810 هـ التي انقرضت بظهور الشاه إسماعيل الصفوي وسيطرة الصفويين على العراق.

### العثمانيون والصفويون
بقيت الموصل تحت حكم القبائل التركمانية حتى سيطر عليها سليمان بن السلطان سليم العثماني، وولى عليها حاكماً يدعى محمد باشا بكلربكي الذي مات وتولى بعده عدة ولاة حتى سنة 1730 (1143 هـ) حيث تولاها أحد أبناءها وهو حسين باشا الجليلي بن إسماعيل باشا الجليلي.
وفي عهده حاول قائد الجيش الصفوي نادر شاه أن يستولي على الموصل سنة 1732 1145 هـ ولكن قائده نركزخان قُتل على هضاب الغزلاني. وحاول مرة أخرى سنة 1733 1156 هـ احتلال المدينة وأرسل رسالة إلى الوالي يتوعده فيها، ولكن أهالي المدينة قرروا مقاتلته وعدم الاستسلام مهما كلف الامر. بدأ اهالي الموصل بقيادة الوالي حسين باشا الجليلي بتعمير أسوار المدينة منذ وقت مبكر، وكانت كل الأعمال تتم بجهود الموصليين لأن السلطان لم يكن في وضع اقتصادي أو سياسي يسمح له بمعاونة المدينة، كما أمر الوالي بحصاد المزروعات في وقت مبكر ليحرم العدو من الاستيلاء عليها، كما أمر بإدخال أهل القرى المحيطة بالمدينة داخل السور للمساهمة في الدفاع عنها.
تقدم نادر شاه بقواته البالغة 300,000 مقاتل إلى الجهة الشرقية من نهر دجلة قرب قرية يارمجة فحمل عليه كتيبة من خيالة الموصل يقودها عبد الفتاح باشا أخو الوالي وفيها أعيان الموصل ووجهاؤها، ودارت معركة طاحنة كانت فيها خسائر الجيش الصفوي فادحة، ونتيجة لضخامة قوات العدو فقد انسحبت الكتيبة إلى داخل سور المدينة واغلقت الأبواب. وفي 6 شعبان باشرت مدفعية نادر شاه بإطلاق القنابل والنيران على المدينة المحاصرة بغزارة، كان خلالها الوالي حسين باشا يحث الاهالي على القتال والصمود ويشرف على ترميم ما يتهدم من السور أو القلاع، واستمر المدافعون يقاومون ولم يتمكن نادر شاه من احتلالها رغم سقوط أكثر من 40,000 قنبلة عليها جعلت ليلها نهاراً، ويُقال أن الموصليون اقسموا على قتل جميع نسائهم فيما إذا غلبهم الصفويين، ولم يسمحوا للعدو من أحداث أي ثغرة في سور المدينة بل كانوا يقيمونه بسرعة مذهلة ليلاً فوق جثث قتلاهم. وبعد محاولة فاشلة لتفجير السور بالألغام تقدم جيش نادر شاه وهم يحملون السلالم في هجوم عام في محاولة لارتقاء الأسوار ولكن اهالي مدينة الموصل كانوا لهم بالمرصاد ودارت معركة طاحنة على الأسوار فشل فيها جنود نادر شاه في مسعاهم وارتدوا عندها أمر حسين باشا الجليلي قواته بالهجوم فخرجوا من الأسوار وتبعوا جنود الشاه الصفوي وأوقعوا فيهم مقتلة كبيرة، فهربوا لا يلوون على شيء فتصدى لهم خيالة الجيش الصفوي في محاولة لردهم عن الهرب ولكنهم ضربوا الخيالة واستمروا بالهرب.
فقد الجيش الصفوي اعدادا كبيرة من جنوده ونفذت مؤونتهم بعد حصار دام اربعين يوماً بلياليها. وأخيراً اضطر نادر شاه إلى عقد الصلح مع الوالي حسين باشا الجليلي، وغادر الجيش الصفوي يوم 4 رمضان، ولم يستطع دخول الموصل.

## الموصل في العصور الحديثة

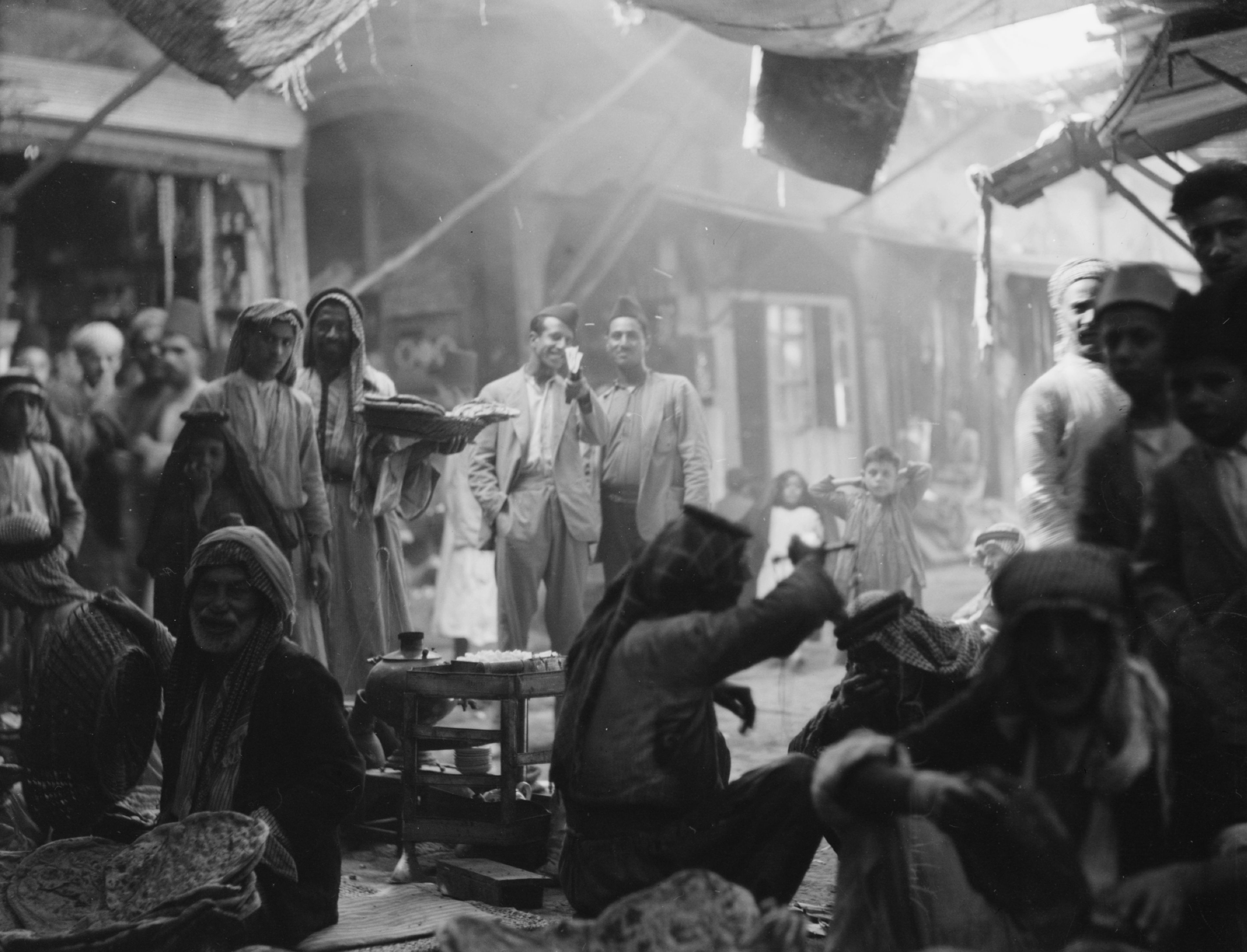
سوق شعبي في الموصل

### الموصل في العهد العثماني والانتداب البريطاني
أستمر حكم الولاة العثمانيين للموصل كما شهد القرن الثامن عشر ظهور عائلة الجليلي التي سيطرت على مقاليد الحكم، كما حاول الصفويون بقيادة نادر شاه احتلال المدينة سنة 1734 بدون جدوى. وعانت الموصل من الويلات ومن أشهرها المجاعة التي دعيت «غلاء الليرة» سنة 1878م حتى أكل الناس فيها الحيوانات والجيف. وعانت من مجاعة أخرى في نهاية الحرب العالمية الأولى سنة 1917م، التي دعيت «سنة الغلاء» نتيجة هزيمة الجيش العثماني في حربهم مع الإنكليز والذين دخلوا الموصل 1918 بدون قتال بعد الهدنة.

### الموصل في العهد الملكي الهاشمي
انتقلت الموصل إلى عهد الحكم الأهلي سنة 1921 تحت ظل الانتداب البريطاني، وظلت مدينة الموصل ورقة رابحة بيد الإنكليز للمساومة على الانتداب في المفاوضات التي جرت لتحديد خط الحدود بين العراق وتركيا، بالضغط على الحكم الملكي القائم لقبول صك الانتداب. ورفض اهالي الموصل خلال الاستفتاء الذي اجرته لجنة خاصة الانضمام إلى تركيا، ودافعوا عن عروبتهم وتمسكهم بتراب العراق، وكان من ابرز المقاوميين مجيد سليم الحاج ياسين والمناضل القومي الشيخ محمد رؤوف الغلامي ومجموعة كبيرة من أبناء الموصل النجباء الذين قاموا بدور كبير في الحفاظ على إسلام وعروبة مدينة الموصل ومنهم على سبيل الذكر لا الحصر ثابت عبد النور وإسماعيل فرج ومحمد نذير الغلامي وسعيد ثابت وغيرهم. وظلت الموصل في ظل الحكم الملكي حتى قيام ثورة 14 تموز 1958 التي أطاحت بالحكم الملكي.
شهدت هذه الفترة حوادث مهمة في تاريخها منها انتفاضة الجيش في سنة 1937م، بعد اغتيال الفريق بكر صدقي رئيس أركان الجيش في مطار الموصل ورفضت تسليم ومحاكمة الضباط المسؤولين عن الحادثة، مما انتهى بإجبار الحكومة على الاستقالة وأعفاء الضباط من المحاكمة. وكذلك حادثة اغتيال القنصل البريطاني في الموصل بعد قتل الملك غازي في حادث نعت بأنه «مدبّر من قبل الإنكليز». وشاركت الموصل في ثورة رشيد عالي الكيلاني سنة 1941.

### الموصل في العهد الجمهوري
عانت الموصل من اضطهاد كبير في عهد عبد الكريم قاسم من الشيوعيين، وقتل عدد كبير من ابنائها الذين اشتركوا في ثورة الشواف سنة 1959م، وتم سحلهم في شوارع المدينة وعاشت الموصل خلال هذه الفترة في فوضى وخوف دائم وتوقفت الحركة العمرانية والتجارية، وكانت المدينة تغلق أبوابها مع غروب الشمس ويلجأ الناس إلى بيوتهم خائفين وغير آمنين على حياتهم.

## الموصل بعد الغزو الأمريكي للعراق عام 2003
في 20 مارس 2003، بدأت الولايات المتحدة الأمريكية حربها مع العراق بمساندة دول أخرى من أبرزها المملكة المتحدة. عانت فيها العديد من مدن العراق الدمار جراء المواجهات العنيفة بين الأطراف العديدة المتحاربة.
سقطت المدينة بأيدي القوات الأمريكية بعد قصف عنيف في يوم 11 أبريل 2003 بعد أن أنسحبت قوات الفيلق الخامس للجيش العراقي، وبعد يومان من سقوط بغداد. كانت قوات البيشمركه الكردية أحد الأطراف المتنازة ضد نظام الحكم العراقي آن ذاك، حيث قامت بدخول الموصل ومحاولة السيطرة على بعض أجزائها. وأنسحبت القوات الكردية مجبـرة وكانت تعد الحكومة الأمريكية بأنها ستترك المدينة، وأستبدلت بقوات أمريكية. وفي 15 أبريل 2003، قامت القوات الأمريكية بإطلاق النار على مقاومين لوجودهم مما أدى إلى مقتل عشرة مدنيين وجرح العديدين.
في يوم 22 يوليو 2003، قامت قوات التحالف بالهجوم على حي سكر وقتل أبناء الرئيس العراقي السابق عدي وقصي اللذان كانا في مدينة الموصل.
عانى سكان الموصل الكثير بسبب الصراع في المدينة بين الجيش الأمريكي والجيش العراقي من جهة والميليشيات والعصابات من جهة أخرى. كما تعرض العديد من متعليمها ومثقيفها إلى عمليات اختطاف وابتزاز واغتيال، الأمر الذي أدى إلى تهجير العديد من مواطنيها إلى مناطق أخرى خارج الموصل أو خارج البلد.
في ديسمبر 2007، تم إعادة فتح مطار الموصل. وقامت طائرة للخطوط الجوية العراقية بحمل 152 من الحجاج إلى بغداد، وكانت هذه أول رحلة تجارية بعد أن أعلنت الولايات المتحدة في عام 1993 أن الموصل هي منطقة لا-طيران.
في مارس 2008، قامت بعض العصابات المسلحة بخطف وقتل بولص فرج رحو، مطران الكنيسة الكلدانية الكاثوليكية في الموصل، الأمر الذي أدى إلى مظاهرات وتنديد من قبل العديد من الفرق والحكومات.
في عام 2014 شهدت الموصل سقوطها بيد تنظيم داعش الذي استباح كل شي في المدينة لاقامة ماسمى بالدولة الإسلامية في العراق والشام وتم تحرير الموصل في هذا اليوم 29 من حزيران 2017 بعد ثلاث سنوات من القتل والإرهاب.